# Waldreif
Der auch das Waldreif, auch nur Reif oder Raif, war ein deutsches Holzmaß und galt um Würzburg. Seine Größe wurde in der Würzburger Waldordnung von 1740 und die Karrenmaße 1744 festgelegt. Die Karre sollte ein Stadtreif fassen. Der Reif war eigentlich eine andere Benennung für Klafter. So entsprachen eine Klafter Holz etwa 75 (74 ½) Kubikfuß (Nürnberger Fuß in Höhe und Breite und 3 in Länge) oder 1,8811 Kubikmeter. Der Würzburger Fuß kann mit 130,2 Pariser Linien oder 0,2937 Meter angesetzt werden.
- 1 Waldreif = 5 Fuß/Schuh (Nürnberger in Höhe und Breite und 3 in Länge)
- 10 Waldreife = 11 Karren (je 4 ½ Fuß breit mal 5 ½ Fuß hoch und 3 in Länge)